# Mulhausen
Mulhausen é uma comuna francesa na região administrativa de Grande Leste, no departamento Baixo Reno. Estende-se por uma área de 4 km². Em 2010 a comuna tinha 480 habitantes (densidade: 120 hab./km²).